# 丹生神社 (長浜市)
丹生神社（にゅうじんじゃ）は滋賀県長浜市に鎮座する神社である。同市に2社存在するのでここでは前段・後段に分けて扱う。

## 丹生神社〔上丹生〕
余呉町上丹生に鎮座する。延喜式内社論社である。

### 祭神
- 丹生津比賣命
- 彌津波能賣命

### 神紋
円山水

### 歴史
社伝によると、天武天皇の頃、丹生真人が丹保野山に丹生神を祀った。天平宝字8年（764年）現在地に遷座されたと伝わる。現在の社殿は、寛文3年（1663年）に再建されたという。旧村社。

### 祭事
- おこない 1月7日
- 曳山茶碗祭 4月2日
- 例祭 4月3日
- 野神祭 8月23日

### 境外社
- 八幡神社
- 蛭子神社

### 社叢林
周辺は「丹生神社の社叢林」として滋賀県の緑地環境保全地域に指定されている（面積1.78ha、1989年（平成元年）8月30日指定）。

## 丹生神社〔下丹生〕
余呉町下丹生に鎮座する。上丹生同様延喜式内社論社である。

### 祭神
- 高龗神
- 丹生津姫命

### 歴史
社伝によると、天平宝字8年（764年）の創祀という。勧請時は、丹生保高山の麓に鎮座していたが、貞観12年（870年）に現在地に遷座された。旧社地は神楽野明神として現在も祠がある。現在の社殿は、寛文7年（1667年）に再建されたという。明治9年（1876年）に村社に列した。

### 祭事
- 花の頭 1月2日
- 花の頭 1月6日
- 大頭 1月14日・15日
- 例祭 4月3日

### 境内社
- 蛭子神社
- 稲荷神社